# Anastasia Simanovich
Pour les articles homonymes, voir Simanovich.
Anastasia Simanovich est une joueuse russe de water-polo née le 23 janvier 1995. Elle a remporté avec l'équipe de Russie la médaille de bronze du tournoi féminin aux Jeux olympiques d'été de 2016 à Rio de Janeiro.